# Nexø Sogn
Nexø Sogn er et sogn i Bornholms Provsti (Københavns Stift).
Bodilsker Sogn hørte til Sønder Herred i Bornholms Amt og var i 1800-tallet forenet med Nexø Sogn, som lå i Nexø Købstad. Den hørte kun geografisk til herredet. Købstaden blev ved kommunalreformen i 1970 kernen i Neksø Kommune, som Bodilsker sognekommune også blev indlemmet i. I 2003 indgik Neksø Kommune i Bornholms Regionskommune.
I Nexø Sogn ligger Nexø Kirke.
I sognet findes følgende autoriserede stednavne:
- Mølleby (bebyggelse)
- Nexø (bebyggelse)
- Nexø Bygrunde (bebyggelse, ejerlav)
- Nexø Markjorder (bebyggelse, ejerlav)